# Вооре
Вооре е село в окръг Сааре, област Йъгева в Естония. С население от 320 души към 2011 г., то е най-голямото село в окръга.
Вооре е споменато за първи път през XVI век, когато принадлежи на рода фон Бракелс. След това принадлежи на семейство фон Врангелс и от 1725 до 1919 г. – на рода фон Липхарт. Главната сграда на селото е построена през 1850-те и 1860-те. Изгорена е по време на Втората световна война по време на битката при Роела на 31 юли 1941 г. Повечето от руините са разрушени през 1970-те, като единствено кулата и основите остават. Също така паркът и алеите все още съществуват. В парка има сцена за пеене в парка.
Историята на началното училище във Вооре започва през 1774 г. През 1895 г. училищата в Каливере и Васевере са обединени и е построена нова сграда на училището на хълма Леедимаги. От 1924 до 1979 г. училището носи името „Леедимаги“. От 1970 г. училището се помещава в бившата сграда на местната управа.